# Condado de Mahoning
O Condado de Mahoning é um dos 88 condados do estado americano de Ohio. A sede do condado é Youngstown, e sua maior cidade é Youngstown. O condado possui uma área de 1 097 km² (dos quais 21 km² estão cobertos por água), uma população de 257 555 habitantes, e uma densidade populacional de 239 hab/km² (segundo o censo nacional de 2000). O condado foi fundado em 1812.